# 张延清
张延清（1964年6月—）。男，藏族，甘肃天祝人。中央党校大专学历，中央党校函授学院法律专业毕业。

## 生平
1980年12月参加工作，1990年1月加入中国共产党。曾任拉萨市人民政府副市长、拉萨市公安局局长。2012年1月，任中共拉萨市委常委，中共拉萨市委政法委书记，拉萨市公安局党委书记。2012年10月，任中共拉萨市委常务副书记、中共拉萨市委政法委书记，拉萨市公安局党委书记。2013年1月，任中共拉萨市委副书记、拉萨市代市长、中共拉萨市委政法委书记。2013年3月当选拉萨市长。
2016年6月，接替丹增朗杰任中共日喀则市委书记。2018年1月30日，当选西藏自治区人民政府副主席。
2022年12月，卸任中共日喀则市委书记。